# ミラノ〜サンレモ
ミラノ〜サンレモ (Milan-Sanremo) とは、自転車プロロードレースの一つ。文字通りミラノ、サンレモ間を走るレースで、1907年から行われている。

## 概要
数あるクラシックレースの中でも、もっとも早く開催され、「la Classicissima」（ラ・クラッシチッシマ＝イタリア語でクラシックの最上級形）または「Classica di Primavera」 (クラッシカ・ディ・プリマヴェーラ＝同「春のクラシック」) との愛称を持ち、レースファンに春の訪れを知らせるレースである。また、クラシックの中でも格式の高いモニュメントと呼ばれるレースの1つに数えられる。
秋に行われるジロ・ディ・ロンバルディアと兄弟レースとも言われており、ミラノ〜サンレモを「スプリンターズクラシック」、ジロ・ディ・ロンバルディアを「クライマーズクラシック」と呼ぶことがある。すべてのワンデーレースの中で最長の距離（2008年や2010年は298km）を走るのが特徴であり、その異名どおり、スプリンターたちからは、最も勝ちたいレースに挙げられる。
旧UCIワールドカップでは、このミラノ〜サンレモをもって開幕戦することが恒例だった。
最多優勝者はカニバルことエディ・メルクスの7回（1966、67、69、71、72、75、76年）。

## コースレイアウト
前述の通り全ワンデーレースで最長距離を走るのが特徴。コースレイアウトは年により若干微調整されるが基本的には変更が無く、スタートとゴール地点も名前の通りミラノとサンレモに固定される。
勝負所は主に3つ、最初からだらだらと登る事になるトゥルキーノ峠。雨が降った場合にはこの峠からの下り坂は非常に落車の危険性が高まり、競技時での平均速度域も高いだけに落車してしまうと様々な負傷やそれによるリタイアの危険がある。
2つめはレ・マニエ峠。5kmで318mを登る、平均勾配6.36%というコース中最大平均勾配を持つこの峠がスプリンターの足を削りに来る。
3つめは1982年追加の「チプレッサ」、そして1960年追加の「ポッジョ・ディ・サンレモ」 (「ポッジョ」はイタリア語で「丘」の意)という2つの丘。高低差自体は236mと155m、平均勾配は4.1%と3.7%とたいした事は無いが、レースの終盤残り27km (サン・ロレンツォ・アル・マーレ)から始まること、そして最大勾配は9%と8%できつめなことが数々の問題を生む。レースの最終盤で逃げ切り勝ちを狙いに行くルーラーやTTスペシャリスト。そして純スプリンターを振り落としたいパンチャーをエースに持つチームのアシスト達がものすごい勢いでアタック合戦を繰り広げるため、山であるのにもかかわらず山頂までの平均時速は40km/hを超える激戦区となる。
「ポッジョ」の頂からゴールまでは5.5km、降りきった所からは2.5kmしかなく、平地に出たタイミングでスプリント力に自信の無いタイプの選手はアタック合戦となる。ここからの逃げ切り勝ちというのも数は少なくないが、大半は高速ヒルクライムで生き残ったスプリンターの勝負となる。ラスト1キロは非常にカーブが多く、最後の直線も短いため、3～4人のトレインで最高速度を稼いで勝負というスプリンターよりは、単独あるいは少人数トレインで爆発的な加速を持つタイプのスプリンターの方が有利になる。

## エピソード
長い歴史を誇るレースだけあって数多くのエピソードがあるが、近年で有名なものと言えば、2004年のレースであろう。レースは逃げが決まらず最終局面でのスプリント勝負となった。この時は、当時T-モバイルに所属していたエリック・ツァベルがリード。最後の最後でゴールラインを超える瞬間に通算5回目の勝利を確信し、ガッツポーズをとった。ところがその後方から最後まで勝利をあきらめずに懸命のスプリントで追い上げをみせたオスカル・フレイレが、ハンドルを投げ出して（ゴールの瞬間にハンドルを突き出すようなポーズをとる渾身の走りで）ゴールへ飛び込んだ結果、わずかにツァベルをかわしていた。ツァベルも最後の最後まで油断せずハンドルを投げていたならほぼ間違いなくツァベルの勝利に終わっていただろうというのが観客・レース解説者の一致した見解であった。
他にも2017年のレースも厳しいものとなった。レース途中にアタックを仕掛けた世界チャンピオンのペーター・サガンは、追いついてきたミハウ・クフャトコフスキとジュリアン・アラフィリップと3人で逃げる形となった。スプリント力でいえばサガンが優位といえるのだが、結果的にサガンは敗れた。敗因としては、逃げている間先頭集団はサガンが先頭固定で牽いていたことがあげられる。クフャトコフスキとアラフィリップはそれぞれチームのスプリンターがメイン集団にいるため、仮に先頭交代して逃げ切りに成功したとしてもスプリンターのサガンには敵わないためである。サガンもさすがに無理に牽引しろとは言えない状況であったため、結果ゴールライン間際でクフャトコフスキがサガンを差しきり勝利した。
2018年大会で優勝したヴィンチェンツォ・ニバリは、前年秋に行われた本大会の兄弟レースであるジロ・ディ・ロンバルディアでも優勝していたため、「クライマーズクラシック」「スプリンターズクラシック」の2つを制したことになる。
2020年大会は新型コロナウイルス感染症の世界的流行の影響により8月8日の開催となった。夏の開催となり気温が30℃を越え、諸々の事情によりコースが例年より変更された結果、長めの登りが2つ導入され走行距離が305kmと大会史上最長距離となった。